# Lemonade Mouth (film)
Lemonade Mouth is een muziekfilm voor de jeugd van Disney Channel, gebaseerd op het gelijknamige boek van Mark Hughes. Een van de hoofdrollen wordt gespeeld door Bridgit Mendler, te zien in onder meer Wizards of Waverly Place en Good Luck Charlie, beide series op Disney Channel. De Belgisch/Nederlandse televisiepremière was te zien op Disney Channel op 13 mei 2011. De titel is afkomstig van een reclameopdruk van een frisdrankenautomaat in de school.
Op 10 juni 2011 heeft de producer bekendgemaakt dat er een tweede film in productie is. Op 6 april 2012 werd bevestigd door acteur Chris Brochu dat de tweede film werd geannuleerd.

## Verhaal
Vijf studenten van Mesa High School ontmoeten elkaar voor het eerst tijdens het nablijven. Ze moeten van onderwijzeres Miss Reznick het nieuwe muzieklokaal herschikken, aangezien ze verhuisd zijn naar de kelder voor de bouw van een nieuwe gymzaal. Tijdens het inrichten beginnen ze alle vijf op eenzelfde beat te spelen, waarop Olivia begint te zingen. Wanneer Miss Reznick ze hoort, verwachten ze straf, maar Reznick probeert hen te overtuigen dat ze een band moeten vormen. Enkele dagen later vertelt Stella dat ze hen heeft ingeschreven voor Rising Star(een talentenjacht). Wanneer Olivia in een ruzie terechtkomt met Ray Beech, de zanger van de concurrerende groep, komen ze aan hun groepsnaam "Lemonade Mouth". Op Halloween Bash, een schoolfeest waar verschillende groepen optreden, kregen ze heel veel enthousiasme van het publiek, tot de directeur ertussen komt, want hij is tegen de rebelse Stella en dus ook tegen de groep. De groep heeft heel wat tegenslag te verduren, Olivia verliest haar stem, Mo wordt ziek, Charlie breekt 3 vingers en Wen heeft een blauw oog. Hierdoor kunnen ze niet spelen op Rising Star, waar ze het gingen opnemen tegen de andere groep van school, "Mudslide Crush". Plots begint het publiek hun hitnummer te zingen en krijgen ze hulp van Scott, de gitaarspeler van de andere groep en tevens het vriendje van Mo. Ze winnen de wedstrijd niet, maar hebben nu wel veel populariteit. Als laatste spelen ze hun nummer in Madison Square Garden met hun nieuwe gitarist, Scott.

## Rolverdeling
| Acteur                | Personage                  | Opmerkingen        |
| --------------------- | -------------------------- | ------------------ |
| Bridgit Mendler       | Olivia White               | Zang               |
| Adam Hicks            | Wendell "Wen" Gifford      | Keyboard           |
| Hayley Kiyoko         | Stella Yamada              | Elektrische gitaar |
| Naomi Scott           | Mohini "Mo" Banjaree       | Bas gitaar         |
| Blake Michael         | Charles "Charlie" Delgado  | Drums              |
| Tisha Campbell-Martin | Miss Jenny Reznick         | Muziek lerares     |
| Christopher McDonald  | Principal Stanley Brenigan |                    |
| Nick Roux             | Scott Pickett              |                    |
| Chris Brochu          | Ray Beech                  |                    |

## Soundtrack
Van de film werd op 11 april 2011 een officiële soundtrack uitgebracht. De soundtrack kwam op 28 mei 2011 op nummer 79 binnen in de Nederlandse Album Top 100 en op nummer 34 binnen in de Vlaamse Ultratop 100 albumlijst.

### Tracklist
1. Determinate (lokale artiest, Sita)
2. Turn Up The Music
3. Somebody
4. And The Crowd Goes
5. Determinate
6. Here We Go
7. She's So Gone
8. More Than A Band
9. Don't Ya Wish U Were Us
10. Breakthrough
11. Livin' On a High Wire

### Hitnoteringen

#### NederlandseAlbum Top 100
| Hitnotering: 28-05-2011 t/m 11-06-2011 | Hitnotering: 28-05-2011 t/m 11-06-2011 | Hitnotering: 28-05-2011 t/m 11-06-2011 | Hitnotering: 28-05-2011 t/m 11-06-2011 | Hitnotering: 28-05-2011 t/m 11-06-2011 |
| Week:                                  | 1                                      | 2                                      | 3                                      |                                        |
| -------------------------------------- | -------------------------------------- | -------------------------------------- | -------------------------------------- | -------------------------------------- |
| Positie:                               | 79                                     | 82                                     | 97                                     | uit                                    |

#### VlaamseUltratop 100Albums
| Hitnotering: (Week 1 t/m 8) 28-05-2011 t/m 16-07-2011 Hitnotering: (Week 9) 13-08-2011 | Hitnotering: (Week 1 t/m 8) 28-05-2011 t/m 16-07-2011 Hitnotering: (Week 9) 13-08-2011 | Hitnotering: (Week 1 t/m 8) 28-05-2011 t/m 16-07-2011 Hitnotering: (Week 9) 13-08-2011 | Hitnotering: (Week 1 t/m 8) 28-05-2011 t/m 16-07-2011 Hitnotering: (Week 9) 13-08-2011 | Hitnotering: (Week 1 t/m 8) 28-05-2011 t/m 16-07-2011 Hitnotering: (Week 9) 13-08-2011 | Hitnotering: (Week 1 t/m 8) 28-05-2011 t/m 16-07-2011 Hitnotering: (Week 9) 13-08-2011 | Hitnotering: (Week 1 t/m 8) 28-05-2011 t/m 16-07-2011 Hitnotering: (Week 9) 13-08-2011 | Hitnotering: (Week 1 t/m 8) 28-05-2011 t/m 16-07-2011 Hitnotering: (Week 9) 13-08-2011 | Hitnotering: (Week 1 t/m 8) 28-05-2011 t/m 16-07-2011 Hitnotering: (Week 9) 13-08-2011 | Hitnotering: (Week 1 t/m 8) 28-05-2011 t/m 16-07-2011 Hitnotering: (Week 9) 13-08-2011 | Hitnotering: (Week 1 t/m 8) 28-05-2011 t/m 16-07-2011 Hitnotering: (Week 9) 13-08-2011 | Hitnotering: (Week 1 t/m 8) 28-05-2011 t/m 16-07-2011 Hitnotering: (Week 9) 13-08-2011 |
| Week:                                                                                  | 1                                                                                      | 2                                                                                      | 3                                                                                      | 4                                                                                      | 5                                                                                      | 6                                                                                      | 7                                                                                      | 8                                                                                      |                                                                                        | 9                                                                                      |                                                                                        |
| -------------------------------------------------------------------------------------- | -------------------------------------------------------------------------------------- | -------------------------------------------------------------------------------------- | -------------------------------------------------------------------------------------- | -------------------------------------------------------------------------------------- | -------------------------------------------------------------------------------------- | -------------------------------------------------------------------------------------- | -------------------------------------------------------------------------------------- | -------------------------------------------------------------------------------------- | -------------------------------------------------------------------------------------- | -------------------------------------------------------------------------------------- | -------------------------------------------------------------------------------------- |
| Positie:                                                                               | 34                                                                                     | 25                                                                                     | 25                                                                                     | 28                                                                                     | 30                                                                                     | 38                                                                                     | 60                                                                                     | 79                                                                                     | uit                                                                                    | 99                                                                                     | uit                                                                                    |